# Decaisnina crassilimba
Decaisnina crassilimba är en tvåhjärtbladig växtart som först beskrevs av Elmer Drew Merrill, och fick sitt nu gällande namn av B.A. Barlow. Decaisnina crassilimba ingår i släktet Decaisnina och familjen Loranthaceae. Inga underarter finns listade i Catalogue of Life.